# Graz Giants 2011
Questa voce raccoglie le informazioni riguardanti i Graz Giants nelle competizioni ufficiali della stagione 2011.

## Prima squadra

### Austrian Football League 2011

#### Stagione regolare
| Graz 2 aprile 2011, ore 14:00 Recupero 1ª giornata | Graz Giants | 20 – 34 (6-0 7-0 0-13 7-21) | Tirol Raiders | Stadion Eggenberg (1700 spett.) |

| Graz 9 aprile 2011, ore 14:00 3ª giornata | Graz Giants | 21 – 14 (7-0 7-0 0-13 7-21) | Vienna Vikings | UPC-Arena (1700 spett.) |

| Vienna 16 aprile 2011, ore 15:00 4ª giornata | Danube Dragons | 17 – 20 (3-6 7-7 0-0 7-7) | Graz Giants | Stadion Stadlau (1300 spett.) |

| Liefering 25 aprile 2011, ore 15:00 5ª giornata | Salzburg Bulls | 16 – 52 (3-21 13-14 0-16 0-0) | Graz Giants | Trainingsplatz Lieferinger SV (200 spett.) |

| Villaco 30 aprile 2011, ore 18:00 6ª giornata | Black Lions | 0 – 42 (0-7 0-14 0-14 0-7) | Graz Giants | Stadion Villach-Lind (600 spett.) |

| Graz 21 maggio 2011, ore 16:00 7ª giornata | Graz Giants | 43 – 17 (7-0 29-0 7-7 0-10) | Prague Panthers | Stadion Eggenberg (1050 spett.) |

#### Playoff
| Vienna 12 giugno 2011, ore 15:00 Semifinale | Vienna Vikings | 19 – 14 (0-7 13-0 6-0 0-7) | Graz Giants | Hohe Warte Stadion (3500 spett.) |

### European Football League 2011

#### Playoff
| Graz 7 maggio 2011, ore 16:00 CEST Quarti di finale | Graz Giants | 41 – 24 (14-6 20-12 0-0 7-6) | Carlstad Crusaders | Stadion Eggenberg (1500 spett.) |

| Berlino 28 maggio 2011, ore 18:00 CEST Semifinale | Berlin Adler | 32 – 30 (0-0 0-21 14-0 18-9) | Graz Giants | Friedrich-Ludwig-Jahn-Sportpark (1212 spett.) |

### Statistiche di squadra
| Competizione      | %Vittorie | In casa | In casa | In casa | In casa | In casa | In casa | In trasferta | In trasferta | In trasferta | In trasferta | In trasferta | In trasferta | Totale | Totale | Totale | Totale | Totale | Totale |
| Competizione      | %Vittorie | G       | V       | N       | P       | Pf      | Ps      | G            | V            | N            | P            | Pf           | Ps           | G      | V      | N      | P      | Pf     | Ps     |
| ----------------- | --------- | ------- | ------- | ------- | ------- | ------- | ------- | ------------ | ------------ | ------------ | ------------ | ------------ | ------------ | ------ | ------ | ------ | ------ | ------ | ------ |
| Stagione regolare | .833      | 3       | 2       | 0       | 1       | 84      | 65      | 3            | 3            | 0            | 0            | 114          | 33           | 6      | 5      | 0      | 1      | 198    | 98     |
| Playoff           | .000      | 0       | 0       | 0       | 0       | 0       | 0       | 1            | 0            | 0            | 1            | 14           | 19           | 1      | 0      | 0      | 1      | 14     | 19     |
| Playoff           | .500      | 1       | 1       | 0       | 0       | 41      | 24      | 1            | 0            | 0            | 1            | 30           | 32           | 2      | 1      | 0      | 1      | 71     | 56     |
| Totale            | .667      | 4       | 3       | 0       | 1       | 125     | 89      | 5            | 3            | 0            | 2            | 158          | 84           | 9      | 6      | 0      | 3      | 283    | 173    |

## Seconda squadra

### Austrian Football Division 2 2011

#### Stagione regolare
| 10 aprile 2011 3ª giornata | Graz Giants 2 | 20 – 6 (14-0 0-0 0-6 6-0) | Styrian Hurricanes |  |

| 17 aprile 2011 4ª giornata | Styrian Bears | 32 – 21 (13-0 6-14 7-0 6-7) | Graz Giants 2 |  |

| 8 maggio 2011 7ª giornata | Graz Giants 2 | 0 – 24 (0-7 0-10 0-0 0-7) | Black Lions 2 |  |

| 22 maggio 2011 9ª giornata | Styrian Hurricanes | 6 – 34 (0-7 6-7 0-6 0-14) | Graz Giants 2 |  |

| 29 maggio 2011 10ª giornata | Graz Giants 2 | 13 – 14 | Styrian Bears | (60 spett.) |

| 4 giugno 2011 11ª giornata | Black Lions 2 | 51 – 21 (14-0 14-6 3-8 20-7) | Graz Giants 2 |  |

### Statistiche di squadra
| Competizione      | %Vittorie | In casa | In casa | In casa | In casa | In casa | In casa | In trasferta | In trasferta | In trasferta | In trasferta | In trasferta | In trasferta | Totale | Totale | Totale | Totale | Totale | Totale |
| Competizione      | %Vittorie | G       | V       | N       | P       | Pf      | Ps      | G            | V            | N            | P            | Pf           | Ps           | G      | V      | N      | P      | Pf     | Ps     |
| ----------------- | --------- | ------- | ------- | ------- | ------- | ------- | ------- | ------------ | ------------ | ------------ | ------------ | ------------ | ------------ | ------ | ------ | ------ | ------ | ------ | ------ |
| Stagione regolare | .333      | 3       | 1       | 0       | 2       | 33      | 44      | 3            | 1            | 0            | 2            | 76           | 89           | 6      | 2      | 0      | 4      | 109    | 133    |
| Totale            | .333      | 3       | 1       | 0       | 2       | 33      | 44      | 3            | 1            | 0            | 2            | 76           | 89           | 6      | 2      | 0      | 4      | 109    | 133    |